# Dolega
Dolega è un comune (corregimiento) della Repubblica di Panama situato nel distretto di Dolega, provincia di Chiriquí, di cui è capoluogo. Si estende su una superficie di 26,8 km² e conta una popolazione di 4.074 abitanti (censimento 2010).